# Плавання на Чемпіонаті Європи з водних видів спорту 2022 — 400 метрів комплексом (жінки)
Змагання з плавання на дистанції 400 метрів комплексом серед жінок на Чемпіонаті Європи з водних видів спорту 2022 відбулися 13 серпня (попередні запливи і фінал).

## Рекорди
На момент проведення змагань рекорди були такими:
|                              | Спортсмен     | Країна   | Час     | Місто          | Дата           |
| ---------------------------- | ------------- | -------- | ------- | -------------- | -------------- |
| Світовий рекордРекорд Європи | Катінка Хоссу | Угорщина | 4:26.36 | Ріо-де-Жанейро | 6 серпня 2016  |
| Рекорд чемпіонатів Європи    | Катінка Хоссу | Угорщина | 4:30.90 | Лондон         | 16 травня 2016 |

## Результати

### Попередні запливи[3]
| Місце | Заплив | Доріжка | Спортсмен                 | Країна          | Час     | Примітки |
| ----- | ------ | ------- | ------------------------- | --------------- | ------- | -------- |
| 1     | 2      | 5       | Вікторія Міхайварі-Фаркаш | Угорщина        | 4:41.01 | Q        |
| 2     | 1      | 3       | Жужанна Якабош            | Угорщина        | 4:41.30 | Q        |
| 3     | 1      | 5       | Іларія Кузінато           | Італія          | 4:44.89 | Q        |
| 4     | 2      | 4       | Катінка Хоссу             | Угорщина        | 4:45.07 |          |
| 5     | 2      | 3       | Сара Франческі            | Італія          | 4:45.55 | Q        |
| 6     | 2      | 6       | Фрея Колберт              | Велика Британія | 4:46.39 | Q        |
| 7     | 1      | 2       | Альба Вазкес              | Іспанія         | 4:46.72 | Q        |
| 8     | 2      | 2       | Кеті Шенаген              | Велика Британія | 4:47.30 | Q        |
| 9     | 1      | 6       | Зое Вогельманн            | Німеччина       | 4:48.03 | Q        |
| 10    | 1      | 4       | Мірея Бельмонте           | Іспанія         | 4:48.18 |          |
| 11    | 1      | 8       | Ніколета Трнікова         | Словаччина      | 4:49.41 |          |
| 12    | 2      | 8       | Ліза Ністранд             | Швеція          | 4:50.40 |          |
| 13    | 2      | 7       | Франческа Фрезія          | Італія          | 4:50.88 |          |
| 14    | 1      | 1       | Александра Добрін         | Румунія         | 4:51.17 |          |
| 15    | 1      | 7       | Джулія Гоерігк            | Німеччина       | 4:51.68 |          |
| 16    | 2      | 1       | Леа Полонскі              | Ізраїль         | 4:53.35 |          |
| 17    | 2      | 0       | Амбре Франкене            | Бельгія         | 4:55.74 |          |
| 18    | 2      | 9       | Ієва Малука               | Латвія          | 4:59.02 |          |
|       | 1      | 0       | Река Нійраді              | Угорщина        | DNS     | DNS      |

### Фінал[4]
| Місце | Доріжка | Спортсмен                 | Країна          | Час     | Примітки |
| ----- | ------- | ------------------------- | --------------- | ------- | -------- |
| 1     | 4       | Вікторія Міхайварі-Фаркаш | Угорщина        | 4:37.56 |          |
| 2     | 5       | Жужанна Якабош            | Угорщина        | 4:39.79 |          |
| 3     | 2       | Фрея Колберт              | Велика Британія | 4:40.06 |          |
| 4     | 6       | Сара Франческі            | Італія          | 4:40.91 |          |
| 5     | 7       | Альба Вазкес              | Іспанія         | 4:42.40 |          |
| 6     | 3       | Іларія Кузінато           | Італія          | 4:44.24 |          |
| 7     | 1       | Кеті Шенаген              | Велика Британія | 4:49.38 |          |
| 8     | 8       | Зое Вогельманн            | Німеччина       | 4:49.38 |          |